# Instituto Politécnico do Porto
O Politécnico do Porto (abreviado P.PORTO, ou IPP para efeitos legais) é um instituto politécnico público português, com sede no Porto.
O Politécnico do Porto foi fundado a 25 de fevereiro, em 1985, integrando a Escola Superior de Educação e a Escola Superior de Música (mais tarde Escola Superior de Música, Artes e Espectáculo).
Antes disso, em 1852, é fundada a Escola Industrial do Porto, mais tarde designada por Instituto Industrial e Comercial do Porto. Em 1918 o Instituto Industrial e o Instituto Comercial separam-se. Em 1975 o Instituto Industrial do Porto altera a designação para Instituto Superior de Engenharia do Porto, integrando o ensino universitário, e em 1976 o mesmo acontece com o Instituto Comercial, que altera a designação para Instituto Superior de Contabilidade e Administração do Porto, integrando o ensino universitário.
Em 1990 é criada a Escola Superior de Estudos Industriais e de Gestão, com dois pólos divididos pela cidade de Vila do Conde e Póvoa de Varzim, e, em 1999, é criada a Escola Superior de Tecnologia e Gestão de Felgueiras. 
Em 2004, a Escola Superior de Tecnologia da Saúde é integrada no Instituto Politécnico do Porto.

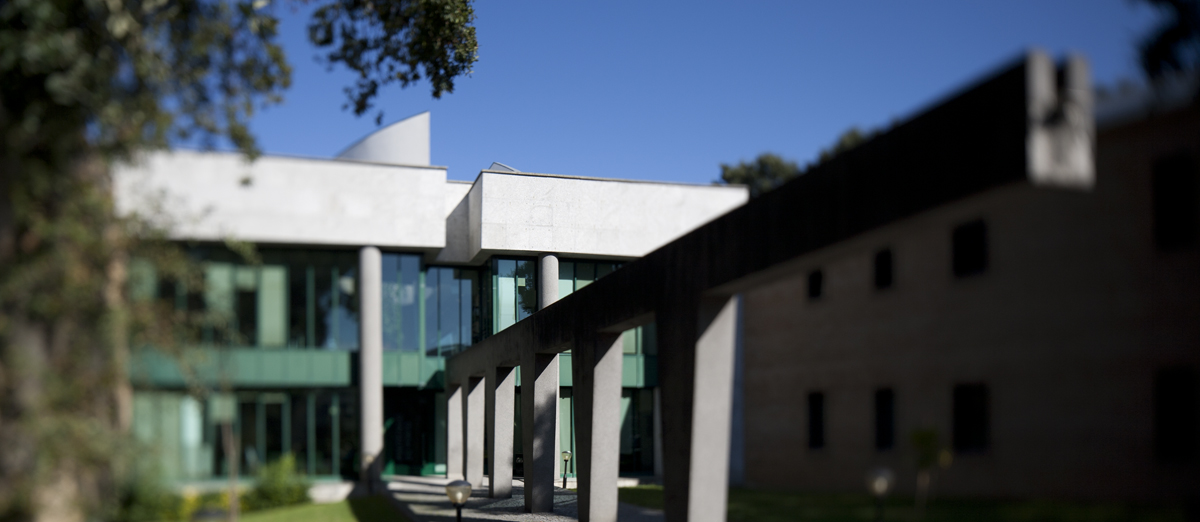
Presidência do Politécnico do Porto

Em 2016, por ocasião do seu 31.º aniversário, o Politécnico do Porto apresentou oficialmente a sua nova imagem corporativa, segundo a qual passa a ser referido como P.PORTO. A mudança é acompanhada por uma reformulação da oferta formativa, com a criação de duas novas escolas: a Escola Superior de Hotelaria e Turismo e a Escola Superior de Media Artes e Design (ambas no Campus 2).

## Escolas
Atualmente, o Politécnico do Porto é formado pelas seguintes escolas:
- ISEP - Cluster Engenharia - Instituto Superior de Engenharia do Porto
- ISCAP - Cluster Ciências Empresariais - Instituto Superior Contabilidade e Administração do Porto
- ESE - Cluster Educação - Escola Superior de Educação
- ESMAE - Cluster Artes - Escola Superior de Música e Artes do Espetáculo
- ESTG - Cluster Tecnologia e Gestão - Escola Superior de Tecnologia e Gestão
- E2S - Cluster Saúde - Escola Superior de Saúde
- ESHT - Cluster Hotelaria e Turismo - Escola Superior de Hotelaria e Turismo
- ESMAD - Cluster Media Design - Escola Superior de Media Artes e Design

## Campi
O Politécnico do Porto tem três campi, distribuídos por cinco cidades, em que operam oito escolas.
- Campus 1 - Porto: Instituto Superior de Engenharia do Porto, Escola Superior de Educação, Escola Superior de Música e Artes do Espetáculo, Escola Superior de Saúde (Porto); Instituto Superior Contabilidade e Administração do Porto (Matosinhos)
- Campus 2 - Póvoa de Varzim/Vila do Conde: Escola Superior de Hotelaria e Turismo e Escola Superior de Media Artes e Design
- Campus 3 - Tâmega e Sousa: Escola Superior de Tecnologia e Gestão

## História
- 1852 Fundação da Escola Industrial do Porto.
- 1864 A Escola Industrial do Porto torna-se no Instituto Industrial do Porto (IIP).
- 1886 Fundação do Instituto Industrial e Comercial do Porto.
- 1896 Os estudos do Instituto Industrial e Comercial do Porto equiparam-se oficialmente a outros estudos superiores.
- 1918 O Instituto Industrial e Comercial do Porto separa-se. Nascimento do Instituto Comercial do Porto.
- 1975 O Instituto Industrial do Porto altera a designação para Instituto Superior de Engenharia do Porto (ISEP) e integra o ensino universitário.
- 1976 O Instituto Comercial do Porto altera a designação para Instituto Superior de Contabilidade e Administração do Porto (ISCAP) e integra o ensino universitário.
- 1980 Fundação da Escola Superior de Tecnologias da Saúde do Porto (ESTSP).
- 1985 Fundação do Instituto Politécnico do Porto.
- 1985 Criação e integração no IPP da Escola Superior Música (ESM) e da Escola Superior de Educação (ESE).
- 1988 Integração do Instituto de Superior de Contabilidade e Administração e do Instituto Superior de Engenharia, institutos que passaram para o subsistema politécnico.
- 1990 Criação da Escola Superior de Estudos Industriais e de Gestão (ESEIG) em dois pólos, Póvoa de Varzim e Vila do Conde.
- 1991 Grande expansão das instalações do IPP. Nomeadamente o Auditório e o Instituto de Desenvolvimento Tecnológico (IDT).
- 1994 A ESM passa a ministrar novos cursos e passa a designar-se Escola Superior de Música, Artes e Espectáculo (ESMAE).
- 1998 Início das Licenciaturas bietápicas. Conclusão do Edificio F do ISEP.
- 1999 Criação da Escola Superior de Tecnologia e Gestão de Felgueiras (ESTGF, atualmente ESTG). Abertura do Café-Concerto da ESMAE.
- 2000 Entrada em funções do Teatro Helena Sá e Costa e da Biblioteca Central do IPP.
- 2001 Junção da ESEIG num único e novo pólo na fronteira entre os concelhos de Vila do Conde e Póvoa de Varzim. Espaço museológico do Instituto Politécnico.
- 2002 Complexo desportivo do IPP.
- 2003 Conclusão do Edifício para o Drama e Música da ESE.
- 2004 Integração da Escola Superior de Tecnologias da Saúde.
- 2006 Eleição de Vítor Santos como presidente do Politécnico do Porto.
- 2010 Eleição de Rosário Gambôa como presidente do Politécnico do Porto.
- 2015 Comemorações dos 30 anos com um conjunto alargado de iniciativas culturais pela cidade.
- 2015 Abertura da Porto Design Factory, núcleo português da rede DFGN, e do Porto School Hotel, o primeiro hotel-escola de cinco estrelas em Portugal.
- 2016 Apresentação da nova marca P.PORTO na Sessão Solene dos 31 anos, realizada no Teatro Municipal Rivoli.
- 2016 Reorganização da oferta formativa em clusters.
- 2016 ESMAE passa a designar a Escola Superior de Música e Artes do Espetáculo; Extinção da ESEIG; ESTGF passa a Escola Superior de Tecnologia e Gestão; ESTSP passa a Escola Superior de Saúde e muda-se para a Asprela; Homologação das novas escolas, ESMAD e ESHT.
- 2018 Eleição de João Rocha como presidente do Politécnico do Porto.
- 2019 Fundação da Orquestra Clássica do Politécnico do Porto.
- 2019 Criação do PORTIC - Porto Research, Technology & Innovation Center.
- 2022 Inauguração do Espaço P.Artes na Praça Marquês de Pombal, no Porto.
- 2022 Eleição de Paulo Pereira para presidente do Politécnico do Porto.
- 2023 Assembleia da República aprova mudança de designação internacional para Polytechnic University of Porto, permitindo ao Politécnico do Porto (e a outros institutos politécnicos que cumpram os requisitos legais) outorgar, pela primeira vez na sua longa história, o grau de doutor.

## Factos & Números
- 21.211 estudantes, 59 licenciaturas, 72 mestrados, 43 cursos TeSP
- 19.970 candidaturas, 3.381 colocados, 3.378 vagas iniciais, 100,1% preenchimento vagas (Dados DGES/CNAES)